# قل لي شيئا جميلا (فلم)
قل لي شيئا جميلا (بالإنجليزية: Tell Me Sweet Something)، هُو فيلم كوميديا رومانسية جنوب أفريقي صدر سنة 2015 وأخرجه أكين أتوموسو. الفيلم من بطولة كُل من نومزامو مباثا وMaps Maponyane وتيشيوي زيكوبو. نال الفيلم تسع ترشيحات خلال حفل توزيع جوائز الأكاديمية الأفريقية للأفلام الثاني عشر، فاز بجائزتين منها هي جائزة أفضل سيناريو وأفضل مُمثلة في دور مُساعد نالتها المُمثلة تيشيوي زيكوبو.

## وصلات خارجية
- قل لي شيئا جميلا  في قاعدة بيانات الأفلام على الإنترنت (بالإنجليزية)